# السلفية مرحلة زمنية مباركة لا مذهب إسلامي (كتاب)
كتاب السلفية مرحلة زمنية مباركة لا مذهب إسلامي، كتاب من تأليف محمد سعيد رمضان البوطي، يتناول فيه معنى السلف لغة واصطلاحاً والعوامل التي أدت إلى ظهور المنهج العلمي مع تعريف به تطبيقات عملية عليه، ويرى أن التمذهب بالسلفية بدعة لا يقرّها أتباع السلف. وقد اثار هذا الكتاب انتقاد بعض الصوفية، وكثير من السلفية.